# Marek Żyliński
Marek Błażej Żyliński (ur. 3 lutego 1952 w Iławie, zm. 11 grudnia 2024 tamże) – polski polityk, samorządowiec, urzędnik państwowy, wicewojewoda warmińsko-mazurski (1999–2001), poseł na Sejm IV kadencji, burmistrz Zalewa (2010–2024).

## Życiorys
Brat Adama Żylińskiego. Ukończył w 1976 studia na Wydziale Budowy Maszyn Politechniki Gdańskiej. W latach 1976–1983 pracował jako kierownik robót w Kętrzyńskim Przedsiębiorstwie Mechanizacji Rolnictwa z siedzibą w Biedaszkach Małych, następnie prowadził własną działalność gospodarczą. W wyborach w 1991 bez powodzenia ubiegał się o mandat poselski z listy Kongresu Rzeczypospolitej Samorządnej. Od 1992 do 1998 przewodniczył sejmikowi samorządowemu województwa olsztyńskiego. W połowie lat 90. był prezesem regionalnej Agencji Rozwoju Regionalnego. W wyborach parlamentarnych w 1997 bez powodzenia ubiegał się o mandat poselski z listy Unii Wolności w województwie olsztyńskim (otrzymał 8816 głosów). W okresie rządu Jerzego Buzka pełnił z rekomendacji UW funkcję wicewojewody warmińsko-mazurskiego.
W 2001 przystąpił do Platformy Obywatelskiej i z listy tego ugrupowania uzyskał mandat posła na Sejm IV kadencji, wybranego w okręgu olsztyńskim. Zasiadał m.in. w Komisji Polityki Społecznej i Rodziny. Pełnił funkcję przewodniczącego struktur wojewódzkich PO. W 2005 nie uzyskał ponownie mandatu, a po utracie wpływów w partii wycofał się z bieżącej polityki. Zrezygnował również z członkostwa w PO.
W 2010 został wybrany na stanowisko burmistrza Zalewa, kandydując z ramienia lokalnego komitetu wyborczego. W 2014 i 2018 z powodzeniem ubiegał się o reelekcję. W 2024 nie został wybrany na kolejną kadencję.
Został pochowany 14 grudnia 2024 na cmentarzu komunalnym w Iławie.

## Odznaczenia
W 1998, za zasługi w działalności na rzecz propagowania idei „Zielonych Płuc Polski”, otrzymał Srebrny Krzyż Zasługi.